# 더 블랙 퀸
더 블랙 퀸(The Black Queen)은 미국 로스앤젤레스에서 결성된 일렉트로닉 프로젝트 밴드이다.
그룹의 라인업은 딜린저 이스케이프 플랜(The Dillinger Escape Plan)의 그렉 푸치아토(Greg Puciato)와 나인 인치 네일스와 푸시퍼의 전 멤버였고, 텔레폰 텔 아비브와 마그달레나의 자손들(Sons Of Magdalene)로 활동 중인 조슈아 유스티스(Joshua Eustis)와 딜린저 이스케이프 플랜과 나인 인치 네일스와 케샤의 테크닉을 담당했던 스티븐 알렉산더(Steven Alexander)를 포함하고 있다.
그들의 첫 데뷔 앨범인 《Fever Daydream》은 2016년 1월 29일 발매되었다. 이 앨범은 벡과 M83 등과 함께 작업했던 저스틴 멜달 존센(Justin Meldal-Johnsen)이 프로듀스했다.

## 역사
2013년 1월 17일, 그렉은 리볼버(Revolver) 매거진과의 인터뷰에서 조슈아와 함께 새로운 프로젝트를 할 계획이라고 말했지만, 이 프로젝트를 구체적으로 언제부터 하는가에 대해서는 그동안 의문점으로 남아있었다.
2015년 3월 4일, 더 블랙 퀸은 그들의 밴드 이름과 같은 이름을 붙인 1분 40초 분량 티저 영상을 공식 홈페이지를 통해 공개했다.
2015년 4월 7일, 더 블랙 퀸은 《The Still Point Of My Turning World》의 뮤직 비디오를 공개했다. 이 뮤직 비디오는 미치 매시(Mitch Massie)가 촬영했다.
2015년 6월 14일 밤 7시, 영국방송협회 라디오 채널 1 록 쇼(BBC Radio 1 Rock Show) 프로그램을 통해 《The End Where We Start》 싱글을 처음 공개했다.

이틀 뒤, 공식 유튜브 계정을 통해 이 곡의 뮤직 비디오를 공개했다. 이 뮤직 비디오도 또한 미치 매시가 촬영했다.
2015년 6월 25일, 더 블랙 퀸은 그들의 공식 홈페이지에 배송 정보를 입력한 팬들을 무작위로 추첨해 《Fever Daydream Cassette MMXV》라 이름붙인 33장 한정 자기 테이프를 증정했다. 이 자기 테이프에는 각 면에 총 33분짜리 한 곡이 실려 있다.
2015년 7월 9일, 《The End Where We Start》라는 233장 한정 비닐을 공식 홈페이지에서만 판매했다. 더 블랙 퀸은 소셜 네트워크 서비스를 통해 먼저 이 소식을 알리지 않았고, 그들의 공식 홈페이지에서 미리 공지 메일 구독을 신청했던 팬들에게만 메일을 통해 판매 정보를 제공했다. 이후에도 공지 메일을 통해 가장 먼저 최신 소식을 전하고 있다.
2015년 8월 18일, 《Ice To Never(12" Extended Dance Mix)》라는 뮤직비디오를 공개했다. 이 비디오는 롭 셰리던(Rob Sheridan)이 촬영했다.
2015년 9월 10일, 《Ice To Never》라는 233장 한정 비닐을 공식 홈페이지에서만 판매했다.
2015년 9월 24일, 《Ice To Never》의 뮤직비디오를 공개했다. 이 비디오도 롭 셰리던이 촬영했다. 뮤직비디오는 로스앤젤레스의 시가지 모습을 담고 있다.
2015년 12월 1일, 《Maybe We Should》의 뮤직비디오를 공개했다.
이 비디오는 로스앤젤레스의 한 클럽인 다스 벙커(Das Bunker) 건물 주변을 배경으로 하고 있다. 비디오는 제시 드락슬러(Jesse Draxler)와 더 블랙 퀸이 촬영했다.
그들은 공지 메일을 통해 2016년 1월 29일 미국 로스앤젤레스 공연과 2016년 2월 5일 영국 런던 공연을 발표했다.
그리고 같은 날, 첫 데뷔 앨범인 《Fever Daydream》을 공식 밴드캠프 계정을 통해 판매하기 시작했다.
2015년 12월 30일, 《Distanced》의 뮤직비디오를 공개했다. 이 뮤직 비디오도 제시 드락슬러와 더 블랙 퀸이 함께 촬영했다.
2015년 12월 31일, 밴드는 제시 드락슬러가 디자인한 250장 한정 클리어 비닐 앨범을 추가로 판매했다.

## 멤버
- 그렉 푸치아토 (Greg Puciato) (2015 - 현재)
- 조슈아 유스티스 (Joshua Eustis) (2015 - 현재)
- 스티븐 알렉산더 (Steven Alexander) (2015 - 현재)

## 음반 목록

### 싱글
- 《Fever Daydream Cassette MMXV》 (2015)
- 《The End Where We Start》 (2015)
- 《Ice To Never》 (2015)

### EP
- 《Secret Scream EP》 (2016)

### 앨범
- 《Fever Daydream》 (2016)

### 뮤직 비디오
- 《The Still Point Of My Turning World》 (2015)
- 《The End Where We Start》 (2015)
- 《Ice To Never(12" Extended Dance Mix)》 (2015)
- 《Ice To Never》 (2015)
- 《Maybe We Should》 (2015)
- 《Distanced》 (2015)
- 《Secret Scream》 (2016)